# Esquadrão N.º 285 da RAAF
O Esquadrão N.º 285 é um esquadrão de treino da Real Força Aérea Australiana (RAAF). Controlado pela Asa N.º 84, o esquadrão foi formado em Agosto de 1999 e é responsável pelo treino de tripulações aéreas e de terrestres nos Lockheed Martin C-130J Hercules da RAAF. O esquadrão não controla nenhuma aeronave, contudo possui um simulador de voo usado para converter tripulações para o Esquadrão N.º 37. Tem também em sua posse algumas fuselagens do C-130 para uso em determinados treinos, além de pilotar aeronaves do Esquadrão N.º 37 sempre que necessário. Desde a sua formação, o Esquadrão N.º 285 tem estado localizado na Base aérea de Richmond, a oeste de Sydney.

## Missão e equipamento

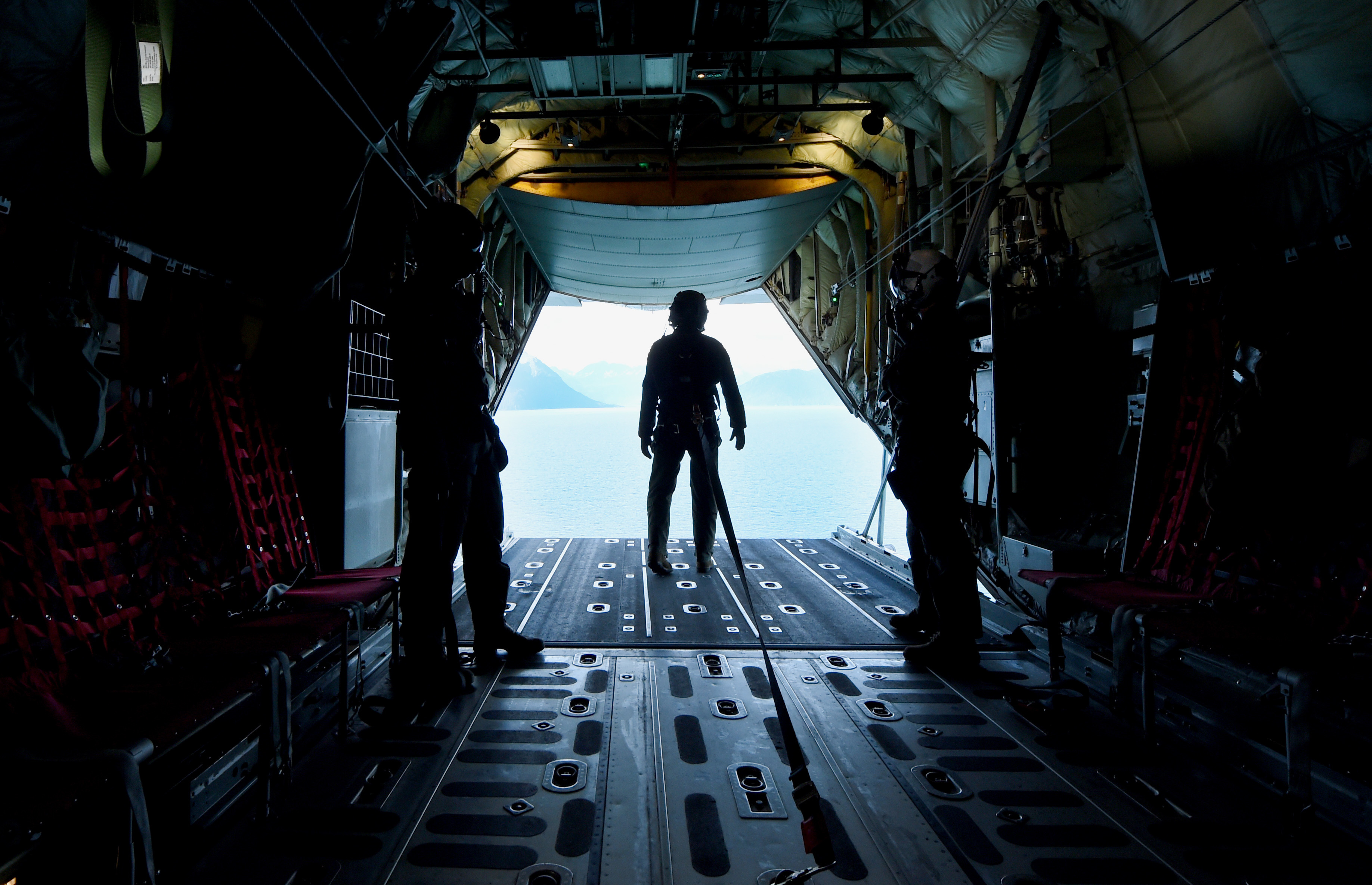
Um membro do Esquadrão N.º 285 a simular o lançamento de um paraquedista na rampa de um C-130 Hercules da RAAF, com membros do Esquadrão N.º 37, durante um exercício em Agosto de 2015

O Esquadrão N.º 285 é responsável pelo treino de tripulações aéreas e de pessoal de manutenção dos aviões de transporte Lockheed Martin C-130J Hercules da Real Força Aérea Australiana (RAAF). Opera a partir da Base aérea de Richmond, em Nova Gales do Sul, e está subordinado à Asa N.º 84, que é parte do Grupo de Mobilidade Aérea.
Doze aeronaves C-130J são operados pelo Esquadrão N.º 37, que também se encontra colocado na Base aérea de Richmond e está subordinado à Asa N.º 84. As aeronaves são geralmente pilotadas por dois pilotos e um loadmaster; a missão principal deste meio aéreo é o de providenciar transporte aéreo táctico na Austrália e além-mar, transportando tropas e mercadorias, além de realizar evacuações aeromédicas, busca e salvamento e missões de largada de mercadoria.
O esquadrão opera um simulador de voo usado para converter tripulações para o C-130J, além de outros modelos do C-130 para treino do loadmaster. Possui também uma gama de ferramentas de treino computorizadas e pode pilotar os C-130 do Esquadrão N.º 37 sempre que necessário. Além de treinar novas tripulações aéreas para o C-130J, o simulador de voo também é usado pelas actuais tripulações "qualificadas" para treinarem e manterem o nível de precisão.
O Esquadrão N.º 285 lecciona geralmente dois cursos de conversão de pilotos e dois cursos para navegadores todos os anos. Cada curso de seis meses inclui aproximadamente 120 horas de treino no simulador e 30 horas de voo nas aeronaves. O curso culmina com um modulo de operações aerotransportadas, que inclui voo em formação, lançamento de carga e homens, aterragens nocturnas e simulações de combate aéreo usando o sistema de auto-defesa do C-130J, isto para preparar as tripulações aéreas para as operações que poderão ter que realizar se forem destacadas para o Médio Oriente. Depois do curso, as tripulações são colocadas no Esquadrão N.º 37. O Esquadrão N.º 285 pode leccionar mais de trinta cursos para os tripulantes de terra e o pessoal mecânico, sendo que os cursos podem durar tanto um dia como cinco semanas.

## História

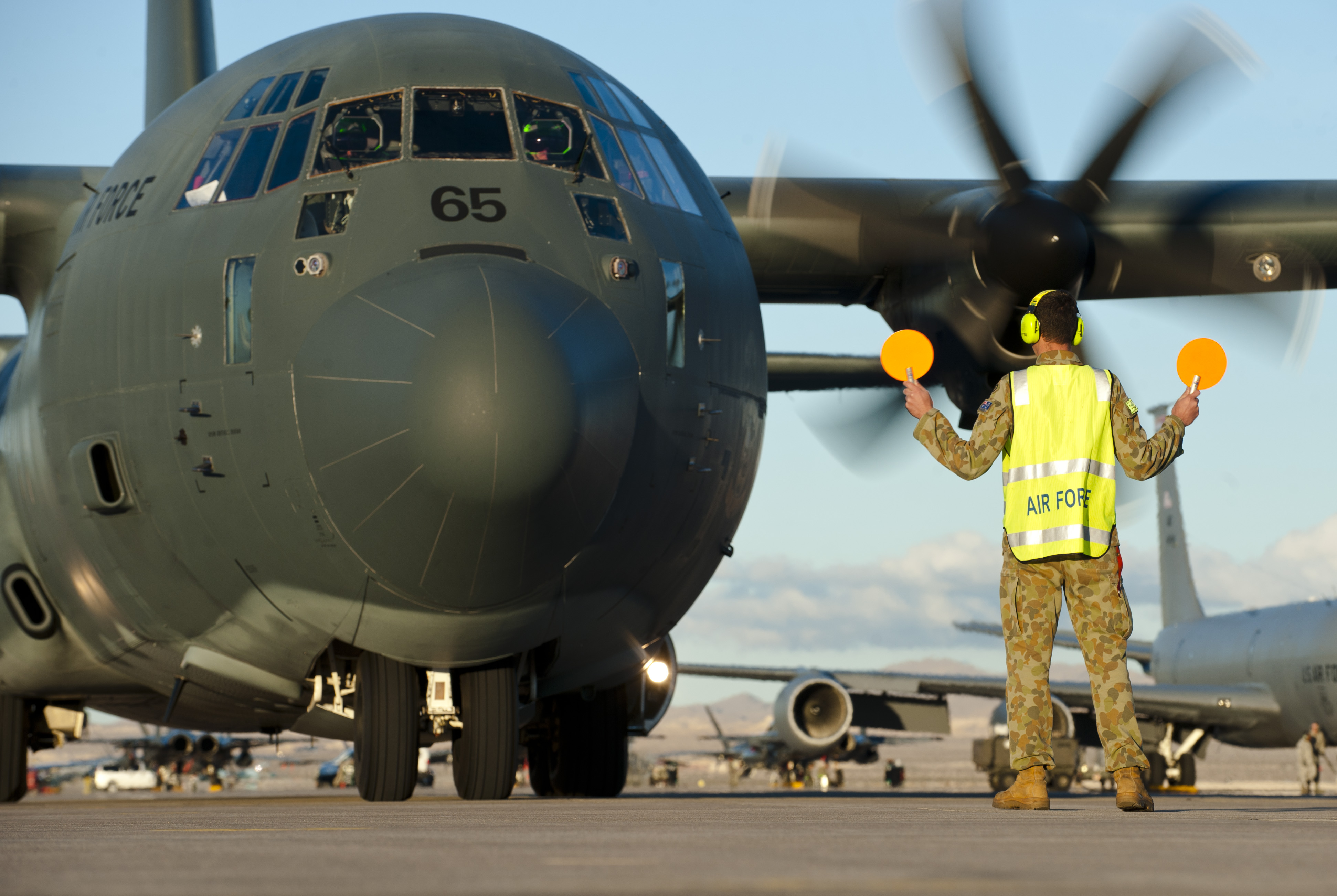
Um C-130J Hercules da RAAF durante um exercício em Janeiro de 2015

O Esquadrão N.º 285 foi formado no dia 24 de Agosto de 1999 na Base aérea de Richmond, sob o comando do Líder de Esquadrão Peter "Zip" Szypula. Inicialmente sob o controlo da também recém-formada Asa N.º 85, o esquadrão tomou conta das funções do treino do Esquadrão N.º 33 (que operava aviões Boeing 707), do Esquadrão N.º 36 (C-130H Hercules), do Esquadrão N.º 37 (C-130J Hercules) e da Asa N.º 503 (manutenção de aeronaves). Foi equipado com três simuladores de voo: um do 707, e um para cada versão do C-130. O esquadrão começou a operar um simulador de voo denominado full-flight mission simulator (FFMS) para os C-130H em 2003, altura que coincidiu com o destacamento dos C-130H para o Médio Oriente. Substituindo os simuladores normais do C-130H, o FFMS foi usado para treinar pilotos, navegadores e engenheiros de voo. A meio do ano de 2006, a Asa N.º 85 foi dissolvida e o Esquadrão N.º 285 passou para o controle da Asa N.º 84. As operações realizaram com os aviões C-130 ficaram concentradas no Esquadrão N.º 37 em Novembro de 2006, antes da transferência do Esquadrão N.º 36 para a Base aérea de Amberley e do re-equipamento com aviões Boeing C-17 Globemaster III.
Em Junho de 2008, o Boeing 707 foi retirado de serviço. Em Abril de 2009, o Esquadrão N.º 285 foi nomeado como a unidade de treino mais competente do ano anterior. O Esquadrão N.º 37 juntou-se ao Esquadrão N.º 285 sob a Asa N.º 84 em Outubro de 2010, quando foi transferido a partir da Asa N.º 86. Os C-130H foram retirados de serviço em 2012, juntamente com o respectivo simulador de voo; este simulador permaneceu em Richmond até 2016, quando foi enviado para Jacarta para apoiar o treino de tripulações dos antigos C-130H da RAAF que foram transferidos para a Força Aérea da Indonésia. O Esquadrão N.º 285 ficou responsável (juntamente com o Esquadrão N.º 33) pelo treino de hospedeiros de bordo dos aviões a jacto VIP da RAAF até 2015, quando o Esquadrão N.º 34 estabeleceu a sua própria secção de treino e assumiu essa responsabilidade. Os FFMS do C-130J foram ligados a uma rede virtual de exercício em Agosto de 2015, permitindo que os militares que o operassem pudessem interagir, pela primeira vez, com outros participantes de exercícios na Austrália, nos Estados Unidos e no Reino Unido. Em Fevereiro de 2016, de acordo com o comandante do Esquadrão N.º 285, 90% do treino do C-130 era realizado no FFMS. Em Março, um jardim e um marco comemorativo foi inaugurado em Richmond em tributo ao comandante inaugural do esquadrão, Zip Szypula, que morreu em Março de 2001 juntamente com um parceiro e a sua filha numa avalanche nos Himalaias, enquanto se preparavam para subir o Monte Everest.